# Helicoplacoidea
Los helicoplacoideos (Helicoplacoidea) son una clase extinta de equinodermos de posición taxonómica incierta. Vivieron durante el Cámbrico Inferior.

## Características
Los helicoplacoideos eran fusiformes y tenían tres ambulacros de forma espiral que formaban parte de la teca; las regiones interambulacrales estaba cubierta por placas imbricadas dispuestas espiralmente que funcionaban como una armadura y permitían al animal expandirse y contraerse. La boca estaba situada en posición lateral. Se supone que eran sésiles y que vivían enterrados, extendiendo el cuerpo para alimentarse de partículas en suspensión.

## Taxonomía
Se conocen solo tres géneros de helicoplacoideos:
- Helicoplacus
- Polyplacus
- Westgardella